# De Pollen

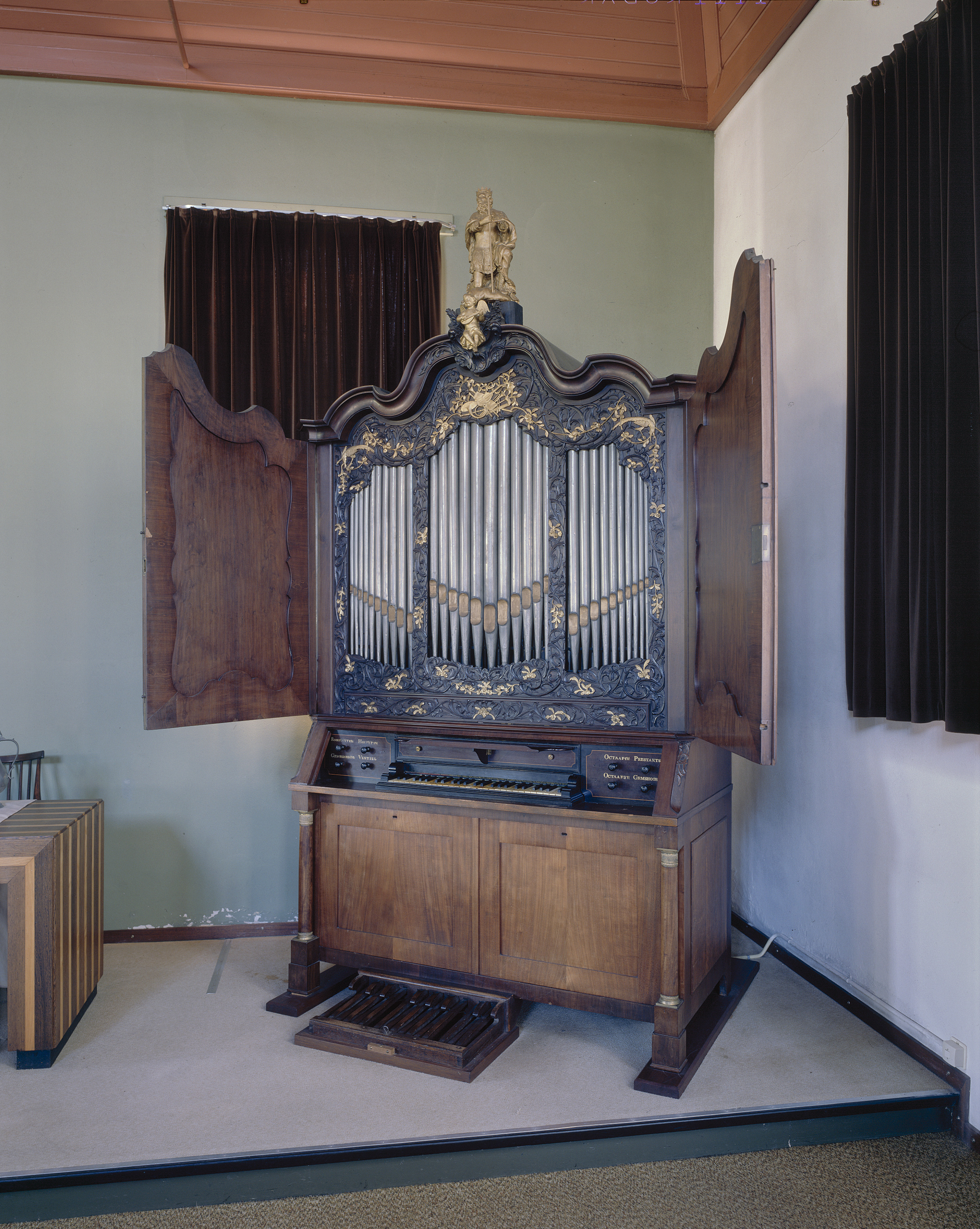
Kabinettorgel in der denkmalgeschützten reformierten Kirche De Pollen

De Pollen ist ein kleines Dorf in der niederländischen Provinz Overijssel, nahe der deutschen Grenze. Es gehört zur Gemeinde Twenterand und zählt ungefähr 555 Einwohner (Stand: 1. Januar 2024). Im Ort befinden sich ein Supermarkt, eine Kirche und eine Grundschule.